# Pelecopsis litoralis
Pelecopsis litoralis là một loài nhện trong họ Linyphiidae.
Loài này thuộc chi Pelecopsis. Pelecopsis litoralis được Jörg Wunderlich miêu tả năm 1987.